# Trận Cajamarca
Trận Cajamarca là một đợt tấn công táo bạo và bất ngờ của conquistador Tây Ban Nha đối với Đế chế Inca. Năm 1532 Francisco Pizarro và 168 binh lính của ông diện kiến vị Sapa Inca Atahualpa ở Cajamarca sau đi nhiều tuần đi từ Piura. Pizarro đi cùng một đoàn tùy tùng 168 người, yêu cầu phía Inca phải cải sang đạo Kitô. Atahualpa cầm quyển Kinh thánh và ném xuống sàn nhà, cùng với yêu sách của Tây Ban Nha như một lời thách đấu, thông qua một số người phiên dịch, Atahualpa khẳng định rằng ông không muốn hiểu những gì trong cuốn sách kia. Quân Tây Ban Nha đã tấn công đoàn tùy tùng của thủ lĩnh Inca và bắt sống Atahualpa.
Atahualpa đã ra giá chuộc tự do cho mình với người Tây Ban Nha bằng số vàng nhét đầy căn phòng đang giam giữ ông, cùng với hai lần số lượng bạc. Những người Inca đã đáp ứng đủ số của cải để chuộc, nhưng Pizarro đã bội ước những người Inca. Trong khi Atahualpa đang bị giam giữ thì Huascar đã bị ám sát. Những người Tây Ban Nha duy trì sự giam giữ Atahualpa như một sự cung cấp các đòi hỏi của họ; và cuối cùng, khi sự chu cấp cạn kiệt cũng là lúc người Tây Ban Nha kết thúc sự sống của Atahualpa, tháng 8 năm 1533.